# 薛城遗址 (南京)
薛城遗址，是江苏省南京市高淳区淳溪街道薛城村的一处前4300年至前3000年的新石器时代遗址，占地6万平方米，属马家浜文化晚期。1997年被发现，2002年成为江苏省文物保护单位，2013年成为全国文物保护单位。

## 历史
1997年8月3日，濮阳康京发现有人售卖石斧、石锛等新石器时代物品，借此在镇卫生院的工地上发现了新石器时代的遗址。1997年9月，南京市博物馆和高淳县文保所组成联合考古队，进行抢救性发掘，在100平方米的遗址中挖掘出115具前4000年至前3500年的古人遗骨，以及玉器、陶器、磨制石器等400余件文物，和鱼骨、贝壳动物骨骸等人类生活遗存物。
1997年，薛城遗址被评为高淳县文物保护单位，2002年被评为江苏省文物保护单位，2008年开始展出文物，2012年列入南京市重点文化遗产保护工程，2013年成为全国文物保护单位。

## 遗址及文物
薛城遗址距地表约0.8米至1.5米之间，地层从上到下分为黑色耕土层、灰褐色墓葬层、居址文化层、黄色生土层和红色生土层。墓葬层为氏族墓地，男女分区，男性多葬于东侧，女性多葬于西侧，女性偏多，单人仰身直肢葬较多，有少量二次葬、俯身葬和侧身曲肢葬。在墓葬层发现较多蓼属和蕨属等水生植物花粉，表明遗址距湖较近，水域面积较大，气候湿润。居址层为前4300年至前4000年的两座先民居址，为前堂后室的半地穴浅坑式建筑。在居址层发现大量炭屑，说明居民常年用火。生土层发现蒿属和藜属植物，表明当时气候干燥。因此，薛城遗址前期湿润，后因气候趋于寒冷，先民移居他处。
根据对遗址出土的文物分析，薛城遗址先民依湖而居，以捕鱼为生，也有人栽培粳稻。居民已可以在陶鼎中烹饪食物。